# Júlio dos Santos
Júlio dos Santos, OH (Monte Margarida, Guarda, 28 de dezembro de 1889 – Telhal, Sintra, 6 de janeiro de 1982) foi um religioso católico português, membro professo da Ordem Hospitaleira de São João de Deus, tendo sido o primeiro superior provincial da Província Portuguesa restaurada, cargo para que foi várias vezes reeleito.

## Biografia
José Bernardo dos Santos nasceu na freguesia de Monte Margarida, na Guarda, em 28 de dezembro de 1889, filho de Bernardo dos Santos e Delfina Ribeira. Foi batizado naquela paróquia no dia 12 de janeiro de 1890. Fez o exame de instrução primária em 1900, aos dez anos, tendo obtido aprovação com distinção. Entrou na Ordem Hospitaleira de São João de Deus em 1906 como postulante; em 1908 ingressou no noviciado na Casa de Saúde do Telhal, altura em que adotou o nome de Júlio, consoante o costume da altura.
Durante a Primeira Guerra Mundial, cumpriu serviço militar como enfermeiro no Hospital Militar da Estrela, em Lisboa.
Fez a profissão solene na Casa de Carabanchel Alto, em Madrid, em 8 de dezembro de 1919, juntamente com os Irmãos João José, Manuel Maria Gonçalves, e Damião de Sousa, perante o Superior Provincial, Pe. Juan Jesús Adradas, em nome do Superior Geral. Em Novembro de 1920, Júlio dos Santos foi posto interinamente à frente da Comunidade da Casa de Saúde do Telhal por renúncia do Irmão José dos Santos; foi canonicamente eleito para aquele cargo no Capítulo de 1922 e reeleito no Capítulo de 1925.
No primeiro Capítulo da Província Portuguesa restaurada da Ordem de São João de Deus, foi eleito Superior Provincial (13 de junho de 1928, cargo para que seria reeleito nos capítulos de 1934 e 1937. No Capítulo Provincial realizado no Telhal em junho de 1940, foi eleito Superior daquela Casa, tendo desempenhado o cargo até 1946, durante a Segunda Guerra Mundial. Em 1946, foi eleito novamente Superior Provincial, cargo para que seria reeleito mais para mais dois triénios.
Em 11 de março de 1950, no contexto das comemorações do 4.º centenário da morte de S. João de Deus, sendo Provincial, foi condecorado com o grau de comendador da Ordem da Benemerência pelo Presidente Óscar Carmona.
Em 1956 deixou o cargo de Provincial, tendo ficado como conselheiro e secretário provincial. Morreu aos 92 anos, já muito debilitado, em 6 de janeiro de 1982; foi sepultado no talhão reservado aos Irmãos de São João de Deus no cemitério de Rio de Mouro.